# Zezinho
José Luís Mendes Lopes (Bisáu, 23 de septiembre de 1992), más conocido como Zezinho, es un futbolista bisauguineano que juega en la posición de centrocampista para el Omonia Aradippou de la Segunda División de Chipre.
También es internacional con la selección de Guinea-Bisáu desde el año 2010 cuando tuvo su primera participación a los 17 años, convirtiéndose en el jugador más joven en debutar con la selección bisauguineana.

## Trayectoria

### Inicios
Zezinho recibió su primera formación en el fútbol en el Sporting Clube de Bissau antes llegar a la academia del Sporting Club portugués en marzo del año 2008 para completar su proceso formativo. Fue descubierto por Paulo Cardoso durante un encuentro por un campeonato local de Bisáu.
Durante su estadía en la Academia Sporting fue integrado al equipo juvenil aunque también tenía participación con el equipo júnior, con el que ganó el Campeonato Nacional de Juniores 2008-09. La siguiente temporada, ya incluido completamente en el equipo júnior, volvió a ser campeón nacional de esa categoría siendo titular y una de las figuras de su equipo.
Sus destacadas actuaciones en el Sporting Club categoría júnior le permitieron llega a la selección mayor de Guinea-Bisáu, que en aquel tiempo era dirigida por el portugués Luís Norton de Matos.
Con el contrato por vencerse en 2012 y debido el interés mostrado por algunos clubes europeos, como el Manchester City, por fichar a la joven promesa, el Sporting Club decide renovar el contrato hasta el 2016 con una cláusula de rescisión de 25 millones de euros.

### Préstamo al Atlético Clube de Portugal
Con la finalidad de promoverlo a un nivel de competencia mayor, en agosto de 2011 fue cedido a préstamo al Atlético Clube de Portugal, un club que participaba en la Liga de Honra, denominación que en ese entonces tenía la segunda división del fútbol portugués. Con este equipo debutó de manera profesional participando en 23 partidos de la temporada 2011-12 de la Liga de Honra.

### Sporting Club B
Luego de su paso por el Atlético de Portugal, la temporada siguiente fue integrado al Sporting Club B, equipo filial del club de Lisboa.
La temporada 2012-13 de la segunda división de Portugal presentó diversos cambios respecto de la edición anterior, entre ellos el cambio de nombre, pasando de Liga de Honra a llamarse Segunda Liga, además de aumentar a 22 equipos participantes cinco de los cuales eran filiales de clubes de la Primera División. Esto permitió que Zezinho participe con el Sporting Club B en la Segunda Liga 2012-13.
Sus buenas actuaciones en la primera mitad de temporada le valieron para que a principios del año 2013 tuviera a oportunidad de disputar algunos partidos con el primer equipo del Sporting Club.
Finalmente terminó la temporada 2012-13 jugando 24 partidos, sin marcar goles y con su equipo ubicado en la cuarta ubicación de la tabla de posiciones de la Segunda Liga.
La siguiente temporada la inició jugando tres partidos con el Sporting Club B hasta que fue prestado al club griego Veria en el mercado de pases de verano europeo de 2013.

### Breve paso por el primer equipo del Sporting Club
Tras un buen arranque de la temporada 2012-13 con el Sporting Club B, Zezinho fue convocado por el entrenador del primer equipo Franky Vercauteren para afrontar un partido contra el Rio Ave correspondiente a la segunda jornada del grupo C de la Copa de la Liga de Portugal 2012-13, sin embargo, permaneció en el banco de suplentes durante todo el juego.
Vercauteren fue destituido a inicios de 2013 y el nuevo entrenador, Jesualdo Ferreira, volvió a convocar a Zezinho para el siguiente partido de la Copa de la Liga frente al Paços de Ferreira agendado para el 9 de enero de 2013. Esta vez logró debutar con el primer equipo al ingresar al campo de juego en el minuto 57 reemplazando a Adrien Silva, el partido concluyó con la victoria del Sporting por un gol a cero aunque esto no le alcanzó para avanzar a semifinales quedando eliminado en el tercer lugar de su grupo.
Después de haber debutado en la Copa de la Liga, Zezinho también tuvo participación en cinco partidos del Sporting Club en la segunda parte de la temporada 2012-13 de la Primeira Liga, pero después retornó al equipo B.
El 18 de marzo de 2013 Sporting anunció la renovación del contrato de Zezinho hasta junio de 2018 con una cláusula de rescisión de 30 millones de euros.

### Préstamo al Veria
El 3 de septiembre de 2013 el club griego Veria anunció la incorporación de Zezinho a su plantilla por toda la temporada 2013-14, los griegos llegaron a un acuerdo con el Sporting Club para el préstamo del jugador guineano por un año.
Debutó con su nuevo equipo el 14 de septiembre de 2013 en un partido contra el PAOK correspondiente a la cuarta jornada de la Superliga de Grecia 2013-14. Durante su estadía en el Veria, Zezinho jugó 25 partidos de liga y uno en la Copa de Grecia 2013-14 sin marcar gol alguno.

### Préstamo al AEL Limassol
Para la temporada 2014-15 Zezinho fue nuevamente prestado , esta vez al AEL Limassol de Chipre, que se aseguró una opción de compra por un millón de euros del 80% del pase del jugador al término de la cesión, situación que nunca se llegó a concretar. Su recorrido en el club de Limasol comenzó de buena manera ya que fue titular en los dos partidos que su equipo jugó contra el Zenit San Petersburgo por la tercera ronda previa de Liga de Campeones 2013-14. Aunque quedaron eliminados frente al equipo ruso, Zezinho tuvo su primera experiencia en el máximo torneo de clubes de la UEFA.
En los partidos de liga quedó relegado al banco de suplentes en la mayoría de veces, llegando a jugar solo dos partidos en la primera mitad de temporada. En enero de 2015 el préstamo es interrumpido por el jugador que decide dejar el AEL Limassol.

### Retorno al Sporting Club B
Zezinho regresó a las filas del Sporting Club B en enero de 2015 luego de poner fin antes del tiempo previsto su préstamo en el AEL Limassol. Para poder volver a jugar en la segunda división portuguesa con el Sporting B, Zezinho tuvo que aceptar reducir su salario.
La temporada 2014-15 la terminó jugando solo 4 partidos, pero en la siguiente volvió a tener continuidad en el equipo al jugar 29 partidos y marcar sus dos primeros goles en su carrera como futbolista profesional. Su primer gol fue ante el Oriental de Lisboa y el segundo ante el Varzim por las jornadas 6 y 36 de la LigaPro 2015-16.

### Levadiakos
El 25 de julio de 2016 el Sporting Club anunció que había llegado a un acuerdo con el club griego Levadiakos para la transferencia de Zezinho, con el club lisboeta quedándose con el 30% de los derechos económicos en caso de una futura venta. El acuerdo del jugador con el Levadiakos fue por tres temporadas.
De esta manera Zezinho volvía al fútbol griego después de haber estado a préstamo en el Veria en la temporada 2013-14.

## Selección nacional
En el año 2010 Zezinho venía atravesando un buen momento en el equipo júnior del Sporting Club en el que era titular y campeón nacional de la categoría, las buenas actuaciones en su equipo le valieron para que fuese llamado por primera vez a la selección mayor de Guinea-Bisáu por el entrenador portugués Luís Norton de Matos. La convocatoria fue hecha el 27 de agosto de 2010 e incluía a 21 jugadores con los que Guinea-Bisáu afrontaría los primeros dos partidos correspondientes al grupo J del torneo de Clasificación para la Copa Africana de Naciones de 2012.
Su debut se produjo en el primero de esos dos partidos, que enfrentó a Guinea-Bisáu contra Kenia el 4 de septiembre de 2010 en la ciudad de Bisáu siendo titular en su selección, entonces Zezinho tenía 17 años y se convirtió en el jugador más joven en debutar con la selección de Guinea-Bisáu. El partido culminó con victoria guineana por un gol a cero. También participó en el segundo partido que significó una derrota ante Angola y después, en el tercer partido del grupo ante Uganda en marzo de 2011.
Posteriormente participó en la Clasificación de CAF para la Copa Mundial de Fútbol de 2014 y en los torneos clasificatorios para las Copas Africanas de 2013 y 2015, todas actuaciones sin mucho éxito ya que Guinea-Bisáu fue prematuramente eliminada en las primeras etapas de cada torneo.
En junio de 2017 inició el proceso de Clasificación para la Copa Africana de Naciones de 2017 en el que Guinea-Bisáu, bajo la dirección técnica de Baciro Candé, integró el grupo E junto a Zambia, Congo y Kenia. Zezinho participó en los seis partidos que jugó su selección llegando a anotar dos goles, uno ante Congo y el segundo ante Zambia. Guinea-Bisáu terminó liderando el grupo con una marca de 3 ganados, 1 empatado y 2 perdidos obteniendo de esa manera una sorprendente primera clasificación a una fase final de la Copa Africana de Naciones.
El 7 de enero de 2017 Zezinho integró la lista de 23 jugadores convocados por Baciro Candé para disputar la Copa Africana de Naciones de 2017 que se llevó a cabo en Gabón del 14 de enero al 5 de febrero de aquel año. Guinea-Bisáu quedó eliminado en la fase de grupos pero Zezinho tuvo buenas actuaciones en los tres partidos de su selección siendo incluso elegido el jugador del partido Gabón-Guinea Bisáu, finalmente fue incluido en el equipo ideal de torneo aunque considerado como uno de los 7 suplentes.

### Goles internacionales
| # | Fecha                   | Sede  | Rival  | Marcador | Resultado | Competencia                                             | Goles |
| - | ----------------------- | ----- | ------ | -------- | --------- | ------------------------------------------------------- | ----- |
| 1 | 5 de septiembre de 2015 | Bisáu | Congo  | 2 – 4    | Derrota   | Clasificación para la Copa Africana de Naciones de 2017 |       |
| 2 | 4 de junio de 2016      | Bisáu | Zambia | 3 – 2    | Victoria  | Clasificación para la Copa Africana de Naciones de 2017 |       |